# Darrin Nelson
Darrin Milo Nelson (Sacramento, 2 gennaio 1959) è un ex giocatore di football americano statunitense che ha militato nel ruolo di running back nella National Football League (NFL).

## Carriera

### Minnesota Vikings
Nelson fu scelto come settimo assoluto nel Draft NFL 1982 dai Minnesota Vikings. La sua stagione da rookie fu ridotta a nove partite per uno sciopero dei giocatori, concludendo secondo nella squadra dietro a Ted Brown con 136 yard corse.
Come running back, Nelson si faceva valere sia sulle corse che sulle ricezioni, anche se è noto in particolare per essersi lasciato sfuggire il potenziale touchdown del pareggio su una situazione di quarto down negli istanti finali della finale della NFC del 1987. L'anno seguente saltò tre partite per infortunio
Nel 1989 Nelson entrò in un'aspra disputa contrattuale con la dirigenza, perdendo il posto di titolare in favore di D.J. Dozier. Il 12 ottobre fu scambiato con i Dallas Cowboys come parte della Herschel Walker Trade. Fino a quel momento aveva disputato 5 partite come riserva, facendo registrare 67 corse per 321 yard e 38 ricezioni per 380 yard.

### San Diego Chargers
Il 17 ottobre 1989, dopo avere rifiutato di andare a Dallas, Nelson fu scambiato con i San Diego Chargers per una scelta del quinto giro del draft. Con essi fu il terzo running back dietro a Marion Butts e Tim Spencer. Il 3 settembre 1990 fu svincolato ma rifirmò poco dopo. Quell'anno fu il quarto running back nelle gerarchie della squadra.

### Ritorno ai Vikings
Nel 1991 firmò come free agent per fare ritorno ai Vikings. Fu la riserva di Herschel Walker e Terry Allen e anche il kick returner della squadra per due stagioni. Il 30 giugno 1993 annunciò il suo ritiro.

## Palmarès
- Formazione ideale del 40º anniversario dei Minnesota Vikings
- College Football Hall of Fame